# Bendogo (Kaya)
Pour les articles homonymes, voir Bendogo.
Bendogo est une localité située dans le département de Kaya de la province du Sanmatenga dans la région Centre-Nord au Burkina Faso.

## Éducation et santé
Les centres de soins les plus proches de Bendogo sont les centres de santé et de promotion sociale (CSPS) des secteurs de Kaya et son centre hospitalier régional (CHR).
Bendogo possède un centre d'alphabétisation.